# فرودگاه بین‌المللی واررود
فرودگاه بین‌المللی واررود  (به انگلیسی: Warroad International Airport) (به زبان بومی: Swede Carlson Field) یک فرودگاه همگانی باربری با کد یاتا RRT است که یک باند فرود آسفالت دارد و طول باند آن ۱۶۴۶ متر است. این فرودگاه در  کشور ایالات متحده آمریکا قرار دارد و در ارتفاع ۳۲۷ متری از سطح دریا واقع شده است.